# La Lune des Pirates
La Lune des Pirates est une salle de concert française située à Amiens, dans le département de la Somme en région Hauts-de-France.

## Histoire
La Lune des Pirates fut inaugurée le 20 mai 1987, au 17 quai Bélu, dans le quartier Saint-Leu à Amiens, dans un ancien entrepôt de bananes. Le nom de la salle fut choisi en 1986, peu de temps avant son ouverture, et fait référence à la chanson "Lune des pirates" du chanteur amiénois Paul Boissard. 
En 1998, la salle est labellisée Scène de musiques actuelles par le Ministère de la culture,. 
En 1999, elle doit fermer ses portes pendant plusieurs mois en raison de travaux de rénovation[réf. nécessaire]. 
Adhérente des réseaux Fédurok et Le Patch, elle est subventionnée par Amiens métropole, le Conseil général de la Somme, la DRAC Picardie et reçoit également le soutien du Conseil régional de Picardie, du CNV, de la SACEM et de la DDJS[réf. nécessaire].
La scène a lancé son émission de radio mensuelle, « Bruits de Lune » en salle de concert et en public, diffusée en direct sur internet. L'émission est ensuite rediffusée sur Radio Campus Amiens et Radio Graf'Hit (Compiègne). Les bénévoles de la Lune y présentent l'actualité culturelle locale, et interviewent des artistes et musiciens qui par ailleurs interprètent quelques morceaux en live.
En 2018 est lancé le festival Minuit avant la Nuit qui se déroule en juin dans le Parc Saint-Pierre.